# Karl Vocelka
Karl Vocelka (* 23. Mai 1947 in Wien) ist ein österreichischer Historiker und Außerordentlicher Professor für Österreichische Geschichte der Universität Wien im Ruhestand. Er ist Mitbegründer und Präsident des Vereins Institut für die Erforschung der frühen Neuzeit (IEFN).

## Leben und Wirken
Nach dem Studium der Fächer Geschichte und Germanistik promovierte Vocelka 1971 an der Philosophischen Fakultät der Universität Wien zum Doktor mit einer auf Archivstudien beruhenden ortsgeschichtlichen Arbeit und legte die Lehramtsprüfung aus den Fächern Geschichte und Germanistik ab. 1972 wurde er Assistent bei Adam Wandruszka. Den dreijährigen Ausbildungslehrgang des Instituts für Österreichische Geschichtsforschung schloss er 1974 mit der Staatsprüfung ab.
Im Jahr 1978 habilitierte er sich im Fach Österreichische Geschichte mit einer Arbeit über die politische Propaganda Rudolfs II. 1576–1612, die sich mit dem Phänomen der öffentlichen Meinung auseinandersetzt.
Seit 1979 ist er Vortragender an der Summer University of Vienna in Strobl. 1980 bis 1987 war er Visiting professor an der Stanford University (Vienna Department), seit 1987 ist er Guest lecturer der American Heritage Association, der Webster University Wien, der Duke University, des Sweet Briar College und anderer Universitäten.
1990 war er Wissenschaftlicher Ausstellungsleiter der burgenländischen Landesausstellung „Die Ritter“ in Güssing, 1994 der oberösterreichischen Landesausstellung „Die Donau“ in Engelhartszell, 2001 der Ausstellung „Zu Hause in der Fremde. Tschechen in Wien im 20. Jahrhundert“ in Prag und Brünn, 2002 der oberösterreichischen Landesausstellung „Feste feiern“ in Waldhausen im Strudengau, 2010 der oberösterreichischen Landesausstellung „Renaissance und Reformation“ auf Schloss Parz in Grieskirchen (gemeinsam mit Rudolf Leeb und Andrea Scheichl) und 2013 der oberösterreichischen Landesausstellung "Alte Spuren, Neue Wege" in Freistadt und Bad Leonfelden (gemeinsam mit Christoph Benedikter, Elisabeth Gruber und Andrea Scheichl). Er war Kurator der 2016 anlässlich des 100. Todestages von Kaiser Franz Joseph I. stattfindenden Ausstellungen „Mensch & Herrscher“, „Fest & Alltag“ und „Jagd & Freizeit“. 2017 gestaltete er mit Rudolf Leeb und Walter Öhlinger für das Wien Museum die Ausstellung "Brennen für den Glauben. Wien nach Luther" und kuratierte im Rahmen der 4-teiligen Jubiläumsausstellung "300 Jahre Maria Theresia. Strategin-Mutter-Reformerin" die Teile in Schloss Hof "Bündnisse und Feindschaften" und Schloss Niederweiden "Modernisierung und Reformen".
Gemeinsam mit Franz Xaver Eder war er wissenschaftlicher Projektleiter der virtuellen Ausstellung „Die Welt der Habsburger“.
Er ist seit der 1989 erfolgten Gründung des außeruniversitären Instituts für die Erforschung der frühen Neuzeit (IEFN) dessen Präsident. Diese private Institution „befasst sich mit der Erforschung der ‚vormodernen‘ Epoche vom 16. bis zum 18. Jahrhundert“. Es bringt die Zeitschrift Frühneuzeit-Info sowie die Buchreihe Frühneuzeit-Studien heraus und veranstaltet einen monatlichen Jour fixe.
Von 2000 bis 2004 und von 2008 bis zu seiner Pensionierung 2012 war Vocelka Vorstand des Instituts für Geschichte der Universität Wien. Seit 2004 ist er Präsident des Wissenschaftsforums Tschechen in Wien (WFTiW) und seit 2014 Akademischer Direktor der univie.winter.school for cultural historical studies/Universität Wien.
Vocelkas Forschungs- und Publikationsschwerpunkte sind die Sozial- und Kulturgeschichte Zentraleuropas in der Frühen Neuzeit, die Geschichte der Habsburgermonarchie und die Eliten- und Frömmigkeitsgeschichte. Er verfasste den Band zum 18. Jahrhundert im von Herwig Wolfram herausgegebenen Standardwerk Geschichte Österreichs.
Karl Vocelka widmet sich auch der Belletristik. 2022 veröffentlichte er seinen ersten Krimi, der im Wiener Universitätsmilieu der 1980er-Jahre spielt. Im März 2024 erschien ein mit seiner Ehefrau verfasster, im 16. Jahrhundert spielender, historischer Kriminalroman, in dem er auf seine Forschungen zu Rudolf II. und seine Beschäftigung mit dem Osmanischen Reich zurückgreift.
2007 erhielt er das Goldene Verdienstzeichen des Landes Wien und die František-Palacký-Medaille der Akademie der Wissenschaften der Tschechischen Republik.
Karl Vocelka ist verheiratet mit der Historikerin und ehemaligen Leiterin des Archivs von Simon Wiesenthal, Michaela Vocelka (* 1968), mit der er auch gemeinsam publiziert.

## Schriften (Auswahl)

### Wissenschaftliche Publikationen
- Die Haus- und Hofnamen der Katastralgemeinden Altaussee, Grundlsee, Lupitsch, Obertressen, Reitern und Straßen im steirischen Salzkammergut (= Dissertationen der Universität Wien. 102, ISSN 0379-1424). 2 Bände. Verband der wissenschaftlichen Gesellschaften Österreichs, Wien 1974, (Zugleich: Wien, Universität, Dissertation, 1970).
- Habsburgische Hochzeiten 1550–1600. Kulturgeschichtliche Studien zum manieristischen Repräsentationsfest (= Veröffentlichungen der Kommission für neuere Geschichte Österreichs. Bd. 65.) Böhlau, Wien u. a. 1976, ISBN 3-205-08569-8.
- Verfassung oder Konkordat? Der publizistische und politische Kampf der österreichischen Liberalen um die Religionsgesetze des Jahres 1868 (= Studien zur Geschichte der österreichisch-ungarischen Monarchie. Bd. 17 = Schriften des DDr. Franz Joseph Mayer-Gunthof-Fonds. Nr. 12). Verlag der Österreichischen Akademie der Wissenschaften, Wien 1978, ISBN 3-7001-0241-0.
- Die politische Propaganda Kaiser Rudolfs II. (1576–1612) (= Veröffentlichungen der Kommission für die Geschichte Österreichs. Bd. 9) Verlag der Österreichischen Akademie der Wissenschaften, Wien 1981, ISBN 3-7001-0380-8 (Zugleich: Wien, Universität, Habilitations-Schrift, 1978).
- Rudolf II. und seine Zeit. Böhlau, Wien u. a. 1985, ISBN 3-205-07159-X.
- Trümmerjahre Wien 1945–1949. Jugend und Volk, Wien u. a. 1985, ISBN 3-224-16063-2.
- K.u.K. Karikaturen und Karikaturen zum Zeitalter Kaiser Franz Josephs. Jugend und Volk, Wien u. a. 1986, ISBN 3-224-16564-2.
- mit Rudolf Gutdeutsch, Christa Hammerl und Ingeborg Mayer: Erdbeben als historisches Ereignis. Die Rekonstruktion des Bebens von 1590 in Niederösterreich. Springer, Berlin u. a. 1987, ISBN 3-540-18048-6.
- mit Walter Pohl: Die Habsburger. Eine europäische Familiengeschichte. Herausgegeben von Brigitte Vacha. Verlag Styria, Graz u. a. 1992, ISBN  3-222-12107-9.
- mit Lynne Heller: Die Lebenswelt der Habsburger. Kultur- und Mentalitätsgeschichte einer Familie. Verlag Styria, Graz u. a. 1997, ISBN 3-222-12424-8.
- mit Paulus Ebner: Die zahme Revolution. '68 und was davon blieb. Ueberreuter, Wien 1998, ISBN 3-8000-3679-7.
- mit Lynne Heller: Die private Welt der Habsburger. Leben und Alltag einer Familie. Verlag Styria, Graz u. a. 1998, ISBN 3-222-12642-9.
- 1699–1815. Glanz und Untergang der höfischen Welt. Repräsentation, Reform und Reaktion im habsburgischen Vielvölkerstaat (= Herwig Wolfram (Hrsg.): Geschichte Österreichs. Bd. 7). Ueberreuter, Wien 2001, ISBN 3-8000-3529-4, Rezension von Peter Stachel, Rezension von Michael Mesch.
- Geschichte Österreichs. Kultur – Gesellschaft – Politik. Verlag Styria, Graz u. a. 2000, ISBN 3-222-12825-1.
- als Herausgeber mit Anita Traninger: Die frühneuzeitliche Residenz (16. bis 18. Jahrhundert) (= Peter Csendes, Ferdinand Opll (Hrsg.): Wien. Geschichte einer Stadt. Bd. 2). Böhlau, Wien u. a. 2003, ISBN 3-205-99267-9.
- Österreichische Geschichte (= Beck'sche Reihe. 2369). Beck, München 2005, ISBN 3-406-50869-3.
- Geschichte der Neuzeit. 1500–1918 (= UTB. 3240). Böhlau, Wien u. a. 2010, ISBN 978-3-205-78421-0, Rezension von Helgard Fröhlich.
- Frühe Neuzeit. 1500–1800 (= UTB. 2833). UVK-Verlags-Gesellschaft, Konstanz u. a. 2013, ISBN 978-3-8252-2833-0.
- Multikonfessionelles Österreich. Religionen in Geschichte und Gegenwart. Styria Premium, Wien u. a. 2013, ISBN 978-3-222-13392-3, Rezensionen von Ernst Fürlinger und Franz Graf-Stuhlhofer im JGPrÖ.
- 99 Fragen zur österreichischen Geschichte. Ueberreuter, Wien 2013, ISBN 978-3-8000-7903-2.
- 99 Fragen zu den Habsburgern. Ueberreuter, Wien 2014, ISBN 978-3-8000-7594-2.
- mit Michaela Vocelka: Sisi. Leben und Legende einer Kaiserin (= C. H. Beck Wissen. 2829). Beck, München 2014, ISBN 978-3-406-66089-4.
- mit Michaela Vocelka: Franz Joseph I. Kaiser von Österreich und König von Ungarn 1830–1916. Eine Biographie. C.H. Beck, München 2015, ISBN 978-3-406-68286-5.
- als Herausgeber mit Willi Klinger: Wein in Österreich: Die Geschichte. Brandstätter, Wien 2019, ISBN 978-3-7106-0350-1.

### Kriminalromane
- Der Dozent und der Tod. Ueberreuter, Wien 2022, ISBN 978-3-800-09011-2
- mit Michaela Vocelka: Der Bezoar. Ein Kriminalfall am Hof Rudolfs II. Ueberreuter, Wien 2024, ISBN 978-3-8000-9018-1.